# Heterocheirodon yatai
Heterocheirodon yatai är en fiskart som först beskrevs av Casciotta, Miquelarena och Protogino 1992.  Heterocheirodon yatai ingår i släktet Heterocheirodon och familjen Characidae. Inga underarter finns listade i Catalogue of Life.